# جوديث ماكغراث
جوديث ماكغراث (بالإنجليزية: Judith McGrath)‏ هي ممثلة أسترالية، ولدت في 21 أبريل 1942 في بريزبان في أستراليا، وتوفيت بنفس المكان في 20 أكتوبر 2017 بسبب أم الدم الأبهرية.

## أعمال

### مسلسلات
- أكنتري براكتيس

## وصلات خارجية
- جوديث ماكغراث على موقع IMDb (الإنجليزية)
- جوديث ماكغراث على موقع قاعدة بيانات الفيلم (الإنجليزية)